# Mirjana Horvat
Mirjana Horvat z domu Jovović (ur. 2 października 1949, zm. 5 listopada 2021) – bośniacka strzelczyni, olimpijka.

## Kariera
Mirjana Jovović uczestniczyła na Letnich Igrzyskach Olimpijskich 1984 w Los Angeles w składzie reprezentacji Jugosławii. Podczas tych igrzysk wzięła udział w dwóch konkurencjach strzelectwa: karabin pneumatyczny 10 m, gdzie zajęła 29. miejsce oraz karabin małokalibrowy 3 postawy 50 m, gdzie zajęła 8. miejsce. Zdobyła złoty medal w konkurencji drużynowej karabinu małokalibrowego leżąc na 50 m na mistrzostwach świata w 1986 w Suhl.
Po raz kolejny Mirjana Horvat uczestniczyła na letnich igrzyskach olimpijskich 8 lat później, w 1992 roku w Barcelonie. Tym razem wystąpiła w reprezentacji Bośni i Hercegowiny. Podczas tych igrzysk ponownie wzięła udział w dwóch konkurencjach strzelectwa: karabin pneumatyczny 10 m, gdzie zajęła 8. miejsce oraz karabin małokalibrowy 3 postawy 50 m, gdzie zajęła 17. miejsce ex aequo ze Szwajcarką Sabiną Fuchs.